# Varaloso
Varaloso är en ort i Mexiko.   Den ligger i kommunen Coalcomán de Vázquez Pallares och delstaten Michoacán de Ocampo, i den södra delen av landet, 400 km väster om huvudstaden Mexico City. Varaloso ligger 2 217 meter över havet och antalet invånare är 103.
Terrängen runt Varaloso är bergig västerut, men österut är den kuperad. Runt Varaloso är det mycket glesbefolkat, med 7 invånare per kvadratkilometer. Närmaste större samhälle är Aguililla, 18,5 km öster om Varaloso. I omgivningarna runt Varaloso växer i huvudsak städsegrön lövskog.